# Rakieta tenisowa

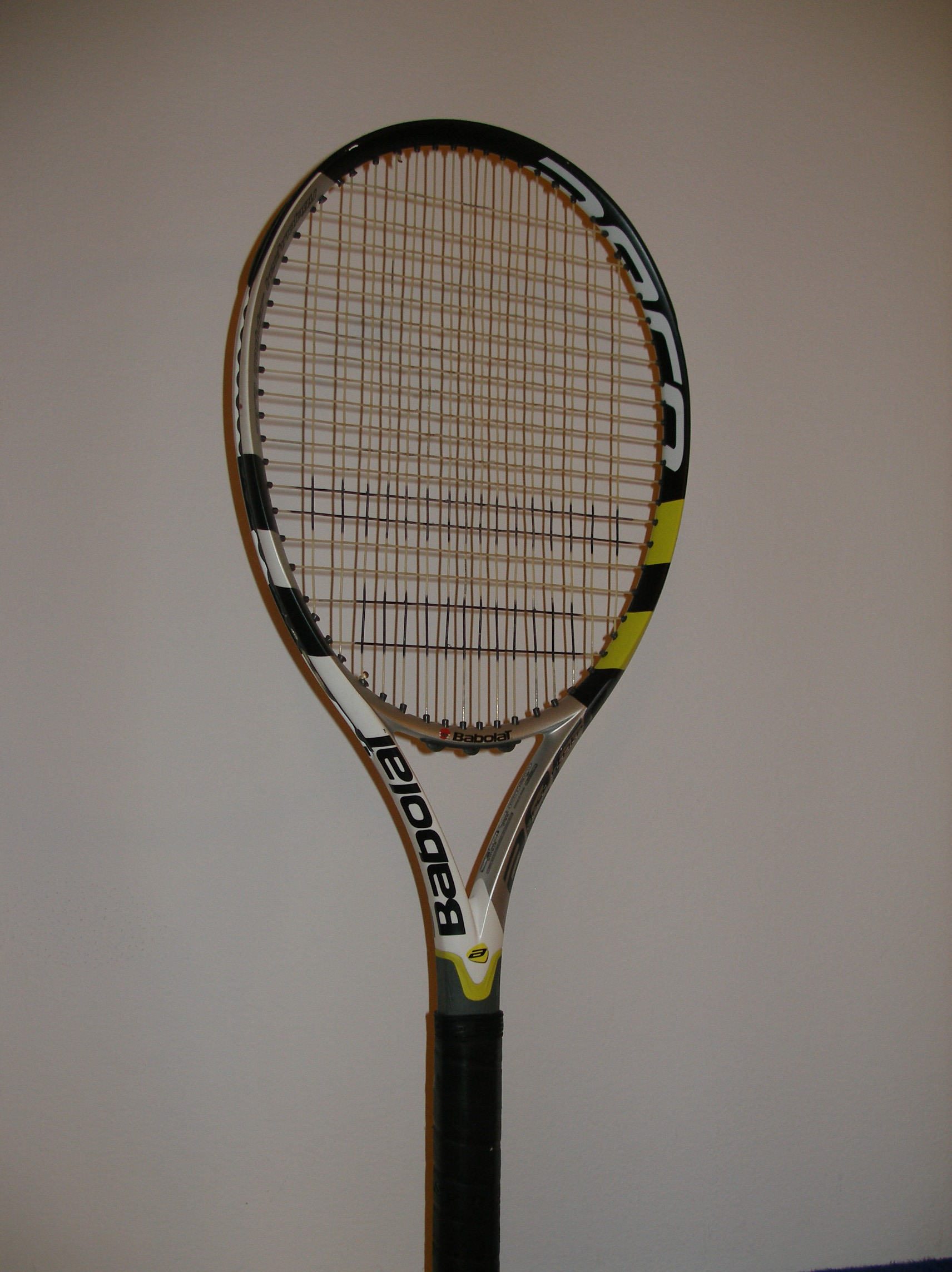
Rakieta tenisowa Babolat

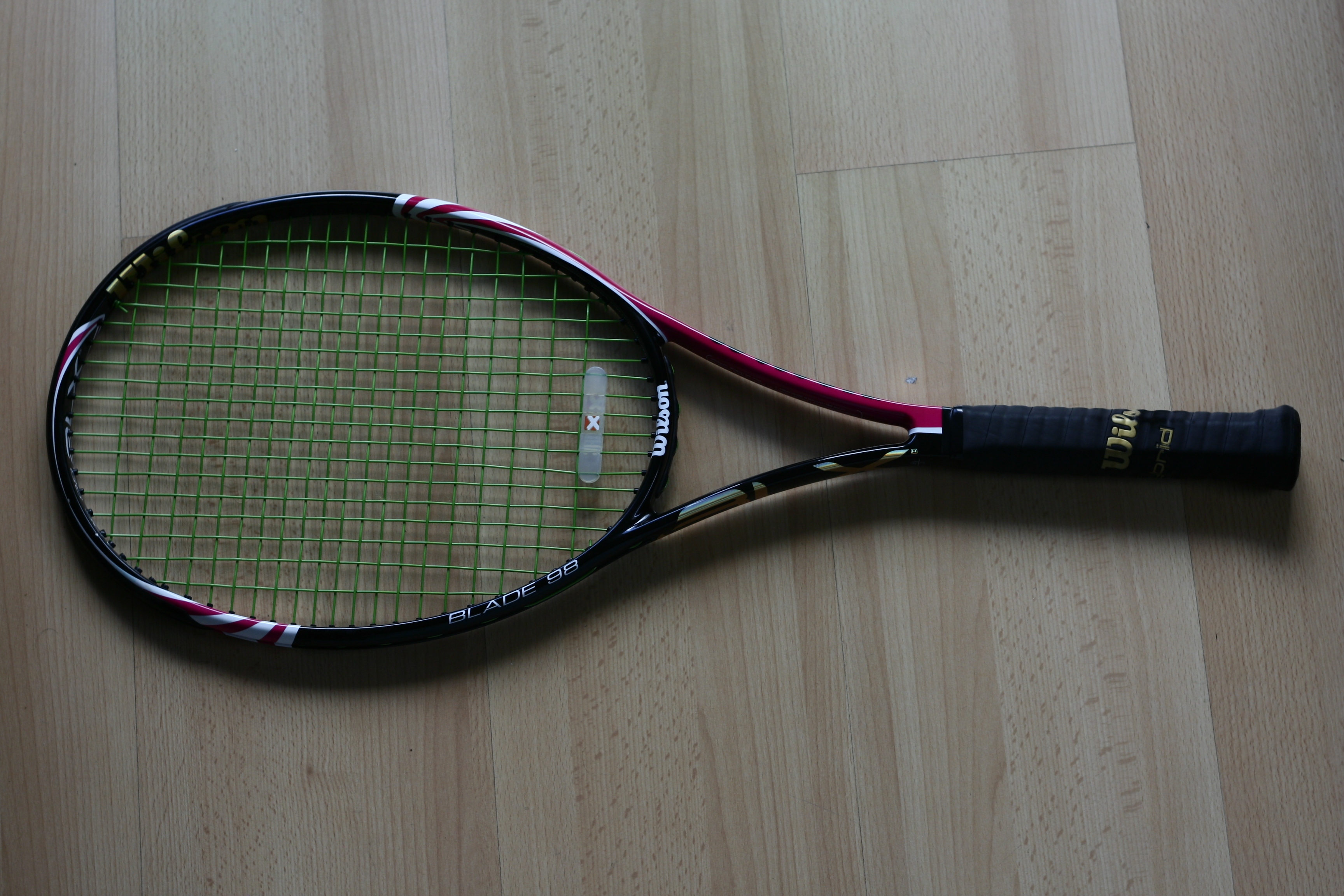
Rakieta tenisowa Wilson

Rakieta tenisowa – przyrząd do gry w tenisa.
Trzonek i pętla wypełniona nylonowym (zazwyczaj) naciągiem, służy do odbijania piłki. Często zbudowana z włókna węglowego.
Firmy produkujące popularne i zawodnicze rakiety tenisowe to między innymi: Babolat, Wilson, Head, Dunlop, Yonex, Prince.
Wielkość rakiety określana jest w calach jako standard. Rakiety juniorskie mają rozmiar 21-26,5 cala zaś seniorskie/normalne od 27 do 27,5 cala.
Każda rakieta składa się z kilku podstawowych części:
- rączki
- trzonka z gardłem (część między główką a rączką/ wyróżniamy dwa typy gardła: otwarte i zamknięte)
- ramy
- naciągu (strun)

Klasyczna drewniana rakieta ma gardło typu zamkniętego zaś nowoczesna, grafitowa, ma gardło typu otwartego.

## Wielkości rakiet
Rakiety tenisowe produkowane są w trzech głównych kategoriach wielkości:
- Standard-size (wielkość standardowa) dziś uważana za tzw. starą szkołę (old school) i praktycznie nie używana. Wielkość od 80 do 85 cali kwadratowych
- Mid-size (wielkość średnia) od 86 do 100 cali, choć najczęściej używany jest zakres od 95 do 100 cali. Najpopularniejszy zakres wyczynowy.
- Over-size (wielkość ponadwymiarowa) od 101 do 139 cali. Rakiety o tych wymiarach polecane są głównie dla początkujących graczy ze względu na „łatwość obsługi”. Jednak nie tylko początkujący gracze grają rakietami typu oversize. Najczęściej zawodniczo wykorzystują ten rozmiar gracze grający przy siatce, lubiący grać wolejem

Zależnie od rozmiaru i kształtu główki rakiety zmienia się wielkość sweet point, czyli powierzchnia na naciągu rakiety, z której odbita jest z maksymalną siłą (tzw. czyste uderzenie).

## Rączka
Wymiary rączki podawane są w saskim systemie miar: 4, 4 1/4, 4 3/8, 4 1/2, 4 5/8, choć coraz bardziej popularne jest podawanie rozmiaru rączki w europejskim systemie: L0 (4 cale), L2 (4 1/4), L3' (4 3/8), L4 (4 1/2), L5 (4 5/8).
Rączka zbudowana jest najczęściej z tworzywa sztucznego lub mocnego drewna. Rączka ma osiem płaszczyzn pozwalających na określenie sposobu trzymania rakiety. Najbardziej popularnym uchwytem jest chwyt kontynentalny (ang. Continental Grip). Sposób trzymania dzielimy na dwie grupy: forhendowe oraz bekhendowe. Chwytami backhandowymi są chwyt wschodni oraz pół-zachodni zaś do chwytów forehandowych zaliczają się: wschodni, pół-zachodni i zachodni.

## Materiały
Rakiety tenisowe mogą być wykonane z tworzyw sztucznych lub naturalnych:
- grafit – popularny od lat 70. XX wieku. Pozwala na dobre czucie piłki. Często łączony z włóknem szklanym i węglowym
- bor i kevlar – podobne do grafitu, lecz lżejsze. Wadą tej mieszanki jest przenoszona wibracja przez kevlar do ręki i ramienia gracza
- aluminium – materiał używany w niezbyt drogich rakietach. Oferuje mniej siły i czucia od innych materiałów
- tytan – bardzo drogie rakiety i przeznaczone do profesjonalnego grania
- drewno i łączenia z innymi materiałami – rakiety nieużywane od lat 80. XX wieku.

## Wyważenie
Wyważenie rakiety tenisowej ma podstawowe znaczenie przy jej użytkowaniu. Jest drugim co do ważności elementem każdej rakiety i cechuje jej przydatność do zadań na korcie.
Wyważenie (ang. Balance) dzielimy na następujące kategorie:
- Head light (HL) – na rączkę
- Even (E*) – neutralny
- Head Heavy(HH) – na główkę

Każda rakieta w gardle ma opisany punkt wyważenia (balansu). Poza ogólnymi wskaźnikami wyważenie ma punkty określające stopień przeniesienia balansu np. zawodnicza rakieta Wilson Blade 98 BLX Pink ma wyważenie 6 pkt HL co oznacza, że rakieta jest mocno wyważana na rączkę.
Rakiety tenisowe uważane za neutralnie wyważone mają punkt balansu w okolicy 13,5 cala (ok. 35 cm) od podstawy rączki
.

## Swingweight rakiety
Odczucie wagi rakiety podczas całego cyklu uderzeniowego. Wyróżniamy trzy indeksy: wysoki, średni i mały. Parametr ten zależy od masy rakiety, wyważenia oraz aerodynamiki (m.in. grubości ramy, wielkości główki). Wysoki jest zalecany dla dobrze zbudowanych, silnych zawodników, niski dla raczej słabszej budowy ciała.